# 桜井光興
桜井 光興（さくらい みつおき、1844年〈天保15年〉 - 1895年〈明治28年〉）は、明治時代の神奈川県会議員、農業改良家。武蔵国都筑郡下川井村（現在の神奈川県横浜市旭区下川井町）出身。同郡の佐藤貞幹や金子馬之助らとともに自由民権運動家としても活動した。

## 経歴
1844年（天保15年）、武蔵国都筑郡下川井村（現在の神奈川県横浜市旭区下川井町）の名主・林井家の長男に生まれる。幼名は康之丞。明治になって姓を元の桜井に改めた。
1873年（明治6年）、第7大区3小区の戸長となる。
1877年（明治10年）、蚕種会議所に「養蚕増益并蚕種性劣恢復之論」を提議する。その中で、中・下層農による急激な養蚕規模の拡大に伴う桑不足や、品質低下の問題を提起した。
1879年（明治12年）、下川井村ほか1ヶ村の戸長となる。
1881年（明治14年）1月30日、石坂昌孝らを発起人として南多摩郡原町田村で開催された武相懇親会に参加する。同年、久保村（現在の横浜市緑区三保町）の佐藤貞幹とともに民権結社の相東社を設立する。11月3日、石坂昌孝が原町田村（現在の東京都町田市原町田）に設立した融貫社の創立委員として、佐藤貞幹、金子馬之助らとともに加わる。 
1882年（明治15年）、融貫社の外郭団体として設立された融貫社講学会の発起人に名を連ねる。5月、神奈川県会の第2回半数改選に当選し、県会議員となる。7月30日の『自由新聞』に自由党への入党者として桜井光興の名前が記載される。
1984年（明治17年）4月、フエリス女学校の増築に伴う開校式に地方名望家として招かれる。キリスト教関係者ではフルベッキや井深梶之助、山本秀煌らが招かれている。
1985年（明治18年）10月、神奈川県会の半数改選のため議員を退任し、翌11月の第4回半数改選で当選する。
1886年（明治19年）2月19日、都筑郡蚕糸組合創立願を桜井光興が総代として神奈川県に提出し、24日に認可される。養蚕・製糸業者を強制的に加入させて、粗製濫造を防ぐことが組合の目的だった。
1988年（明治21年）1月、神奈川県会が解散されたため議員を退任する。3月、サンフランシスコの家禽家ドランドから白色レグホーンを輸入する。翌年には暗色ブラマ、ドーキング、金色ワイアンドット、金色ハンブルグ、バフコーチン、白色薔薇冠レグホーンなど数種を輸入し、家禽場を設立する。
1890年（明治23年）5月、神奈川県会の補欠選挙に当選する。
1891年（明治24年）9月、添田知義、佐藤貞幹らとともに橘樹・久良岐・都筑三郡地価修正請願同盟を結成する。12月、神奈川県会の半数改選のため議員を退任する。
1893年（明治26年）4月10日、大隊区徴兵参事員の半数改選に当選する。23日、川和瑞雲寺で開催された都筑郡倶楽部設立懇親会の発起人に名を連ねる 。7月発行の『東京家禽雑誌』の雑録「櫻井光興氏家禽場の解説」において、49に区画された総坪数3,000坪余りの家禽場が「其廣大なる他に多く類を見ざる所なり」と紹介される。
1895年（明治28年）9月10日、死去。